# شانس (فیلم ۱۹۳۱)
شانس (انگلیسی: Luck) یک فیلم در ژانر درام به کارگردانی رنه گیسار است که در سال ۱۹۳۱ منتشر شد. از بازیگران آن می‌توان به ماری بل و فرانسواز روزی اشاره کرد.